# Ator
Ator est le personnage principal de quatre films italiens réalisés dans les années 1980. Il est créé par le réalisateur italien Joe D'Amato. Sous le pseudonyme de David Hills, il écrit et réalise le premier, le second et le quatrième film de la série, tandis que le troisième est mis en scène par Alfonso Brescia. Ator fut joué par Miles O'Keeffe dans les trois premiers films et par Eric Allan Kramer dans le quatrième.

## Le personnage
Ator est un guerrier nordique musclé, épéiste émérite combattant des monstres bizarres et des ennemis fantastiques lors d'une série de quêtes héroïques. Les films contiennent de nombreuses scènes comiques lorsque le personnage utilise des technologies d'aujourd'hui dans un univers médiéval. Par exemple, dans le second film de la série, Ator décolle d'un château en utilisant un deltaplane des années 1980, avant de détruire le noyau géométrique, qui se révèle être une bombe nucléaire, le film s'achevant sur un champignon atomique.

## Controverse
Ator se révèle être une parodie (ou une copie) du personnage de Conan, héros de nombreuses nouvelles pulp écrites et publiées aux États-Unis par Robert E. Howard dans les années 1930. Mais Conan a surtout été popularisé par des bandes dessinées des années 1970 et des films des années 1980. Le premier film à avoir transposé le personnage de Conan au grand écran, Conan le Barbare, est sorti en salles le 15 mars 1982. Le tournage du premier Ator fut commencé peu de temps après et il sortit la même année, le 7 octobre. Les deux héros sont fortement musclés et très peu habillés et tous les deux sont originaires d'Europe du Nord : Ator est Scandinave alors que Conan, joué par Arnold Schwarzenegger, est un ancêtre des Celtes d'Écosse et d'Irlande. Ils combattent tous deux des monstres bizarres et des ennemis fantastiques à une époque indéterminée. Selon certaines controverses, d'Amato aurait essayé de gagner de l'argent en profitant du succès de Conan.

## Les films

### Ator le Conquérant
Le premier film de la série, sorti en 1982. Au début du film, Ator demande à son père la permission d'épouser sa sœur. Son père lui révèle alors que sa sœur fut adoptée et qu'il peut donc l'épouser s'il le désire. Le reste du film traite principalement de l'enlèvement par une araignée géante de la future épouse et de la quête d'Ator pour la délivrer.

### Ator 2 - L'invincibile Orion
Comme son prédécesseur, la réalisation débuta très peu de temps après la sortie du second Conan, Conan le destructeur, et sortit peu de temps après, la même année. De plus, de grandes parties du film utilisent des scènes issues directement d'autres films, sans que l'on sache encore aujourd'hui si D'Amato reçut ou non l'autorisation de les utiliser. Parmi les films utilisés figurent Where Eagles Dare et Taur the Mighty.
Dans ce film, Ator et son associé, Thong (un asiatique muet à l'origine inconnue), voyagent jusqu'à la mythique "fin de la terre" pour délivrer le mentor d'Ator d'un magicien démoniaque. Le film se termine inexplicablement par la désactivation par Ator d'une bombe atomique.
Ce film fut un échec au cinéma et en vidéo. Il fut si mal reçu que la version du réalisateur, The Cave Dwellers, fut programmée dans l'émission américaine Mystery Science Theater 3000, où elle devint culte. L'épisode est régulièrement désigné par les fans comme l'un des dix meilleurs de la série. La version cinéma américaine connaît aujourd'hui un modeste succès, en cassette et DVD. Il figure dans le top 20 des pires films du site IMDB, quasiment depuis la création de celui-ci.

### Ator, le Guerrier de fer
Joe D'Amato abandonna la franchise en 1986, à peu près quand il devint de notoriété publique qu'il n'y aurait pas de troisième Conan. En 1987, un nouveau réalisateur, Alfonso Brescia, écrivit et réalisa le troisième Ator, Le Guerrier de fer, qui reprend la trame de l'opus précédent. Le film n'est cependant pas la continuité des deux précédents : le scénariste et réalisateur D'Amato parti, les anachronismes involontaires disparaissent. En revanche, Brescia tourne un vrai film de cinéma, utilisant de nombreuses techniques cinématographiques et filmiques agissant en symbole ou donnant un sens plus profond au film. Le héros a également énormément changé : ses cheveux noirs sont réunis en queue de cheval, et il prononce à peine une cinquantaine de mots pendant tout le film.
Comme son prédécesseur, ce film utilise (peut-être illégalement) des plans d'autres films pour remplir ou aider à la compréhension de l'intrigue. Cette fois ci les films utilisés sont, entre autres, Superman, Star Wars, épisode V : L'Empire contre-attaque, Indiana Jones et le Temple maudit, Les Aventuriers de l'arche perdue et Excalibur. La bande originale du film est également faite de versions modifiées de celles d'autres films. Le thème principal du film, par exemple, est une version à peine modifiée de celui de Star Trek.

### L'Épée du Saint-Graal
Joe D'Amato n'aimant guère la vision qu'avait Brescia de son personnage, il reprit le contrôle de la franchise en 1988. En 1990, il sortit donc le dernier film de la série, L'Épée du Saint-Graal, également connu sous le titre Ator l'invincible, reprise d'Ator le Conquérant.
Ce n'est plus Miles O'Keeffe mais Eric Allan Kramer qui joue ici le rôle d'Ator.